# Tatort: Mord im Ministerium
Mord im Ministerium ist ein österreichischer Fernsehkrimi aus dem Jahr 1974. Er entstand als 44. Folge der Kriminalreihe Tatort. In seinem vierten Fall hat es Oberinspektor Marek mit dem Mord an zwei ranghohen Ministerialbeamten zu tun. Fritz Eckhardt fungierte nicht nur als Hauptdarsteller, sondern schrieb auch das Drehbuch und führte Regie. Die Kostüme stammen von Edith Almoslino und die Maske verantwortete Alexandra Pekarek.

## Handlung
Während eines feierlichen Empfangs in einem Ministerium in Wien wird der Sektionschef Grahl tot in seinem Büro aufgefunden. Er wurde durch eine Tasse Kaffee vergiftet. Marek und Wirz suchen das Ministerium auf, wo bereits Oberinspektor Kramer mit seinem Kollegen Swoboda die Befragung der Zeugen durchführt. Hofrat Gleiner zieht Kramer vom Fall ab, da ein Staatsbesuch ansteht, und Kramer soll die Bewachung des Staatsgastes übernehmen. Seine Kollegen Swoboda und Gareis sollen den Fall weiterführen, womit Marek und Wirz überflüssig wären. Ministerialrat Wiesiewicz offenbart Marek, dass er es war, der darum bat, nicht Marek mit diesem Fall zu betrauen, da der Fall sehr delikat sei und er Marek zudem für andere Aufgaben benötige, die aber auch im Zusammenhang mit dem Fall stünden. Der ermordete Sektionschef Grahl habe in letzter Zeit mit ausländischen Ölinteressen zu tun gehabt.  Die Polizei ist anlässlich des Mordes alle Personalakten des Ministeriums durchgegangen und hat dabei festgestellt, dass die Frau des Sektionsrates Radler vor Jahren observiert wurde, da sie mit einem Spion namens Alfonse Dubois „gut bekannt“ war. Dieser lebt jetzt in Berlin, so soll Marek nach Berlin reisen und unauffällig Kontakt mit ihm aufnehmen.
In Berlin nimmt ihn sein dortiger Kollege Kasulke in Empfang. Dubois lebt in Berlin-Wilmersdorf und verkehrt täglich im Café des Westens am Kurfürstendamm. Dort trifft Marek schließlich auf Dubois. Dubois weiß bereits über Mareks Identität Bescheid. Er fragt Marek direkt frei heraus, ob dieser wegen des Mordes an Sektionschef Grahl in Berlin wäre. Dubois deutet an, dass Grahl auch von einer seiner zahlreichen Geliebten getötet worden sei. Er behauptet, seine Agenten-Tätigkeiten eingestellt zu haben. Dubois stellt Marek seine Braut vor, um zu demonstrieren, dass er jetzt ein bürgerliches Leben führt. Marek fragt ihn weiterhin offen heraus, ob er noch mehr Bräute hätte, was dieser bejaht. Die Frau des Sektionsrats Radler habe er damals kennen gelernt, weil diese Schulden gehabt und er sich damals als Geldverleiher betätigt hätte. So hätte er auch ihren Mann und sogar den Minister kennengelernt. Zufälligerweise seien zu der Zeit Akten aus dem Ministerium verschwunden und er sei verdächtigt worden. Deshalb habe er sich nach Beirut abgesetzt. Frau Radler hätte ihm das Geld allerdings samt Zinsen zurückgezahlt. Dubois verabschiedet sich von Marek, weil er sich mit seiner Tochter trifft.
Zurück in Wien erfährt Marek von Wirz, dass der Oberinspektor Swoboda sich krankgemeldet hat, somit hat der Hofrat Greiner nunmehr doch Marek mit dem Fall betraut. Wirz berichtet Marek, dass das Mordopfer alleine lebte, 58 Jahre alt gewesen sei und viele Frauengeschichten am Laufen hatte. Frau Zambusch, die Sekretärin von Sektionschef Ehmann, sucht Marek auf und möchte ihre Aussage ergänzen. Am Todestag des Sektionschefs Grahl, habe kurz vor der Party ihr Chef Ehmann ein Paket für Sektionschef Grahl gegeben, drin sei eine größere Geldsumme gewesen, die er vor ihren Augen gezählt habe. Es seien 100.000 Schilling gewesen, die er in seine Schreibtischschublade gelegt habe. Geld wurde aber nach dem Mord keines gefunden. Was der Grund für die Zahlung war, weiß sie allerdings nicht. Marek befragt Sektionsrat Radler. Die Sekretärin Mantler hatte Radler beobachtet, wie er während der Party ins Büro von Sektionschef Grahl  gegangen sei, und hatte durch Lauschen an der Tür mitbekommen, dass sich Radler wegen seiner Geldsorgen Geld bei Grahl leihen wollte. Weil Grahl ihm das Geld verweigert hätte, hätte Radler diesen beschimpft und bedroht.  Radler streitet alles ab.  Marek konfrontiert Radler damit, dass dieser kurz nach dem Mord seine Schulden bei der Bank bezahlt hatte. Radler verweigert die Aussage, wo er das Geld herhabe. Marek sucht Frau Wiesiewicz, Frau Radler und Frau Ehmann auf, die sich zum Kartenspielen getroffen haben. Marek fragt Frau Radler über ihre Geldschwierigkeiten, sie gibt zu, immer in Geldschwierigkeiten zu sein. Ihr Mann würde das immer geraderücken, so auch bezüglich der Schulden, die ihr Mann nach dem Mord für sie zurückgezahlt habe. Befragt zu Herrn Dubois sagt diese aus, dass sie kein Verhältnis mit diesem habe und auch sonst ihren Mann niemals betrogen habe. Ehmann hatte unterdessen ausgesagt, dass die 100.000 Schilling die Zahlung für einen Grundstückskauf war. Frau Wiesiewicz sagt aus, dass Frau Radler zwischenzeitlich auch kurz weggewesen sei von der Party. Marek befragt Frau Wiesiewicz über das Rattengift, das diese für ihren Garten gekauft habe. Es war das gleiche, mit dem auch Grahl getötet wurde, sie hätte allerdings alles im Garten verbraucht.
Am nächsten Tag sucht Frau Radler Marek auf, weil sie einen Brief von Dubois erhalten hat. Er macht damit Andeutungen und verlangt Geld. Er erwähnt in dem Brief auch, dass Marek bei ihm in Berlin war. Frau Radler möchte auch nicht, dass ihr Mann von Dubois‘ Brief erfährt. Marek kopiert den Brief und schickt ihn zu Kasulke nach Berlin, damit dieser sich des Erpressungsfalles annimmt. Inspektor Berntner informiert Schilling, dass einer der 1000-Schilling-Scheine bei einer Tankstelle aufgetaucht ist, der aus der Schublade Grahls verschwunden ist. Die Kundin, die damit zahlte, war die Sekretärin Mantler. In diesem Moment ruft Hofrat Gleiner bei Marek an und informiert ihn darüber, dass nun auch Sektionsrat Radler durch das gleiche Gift wie Grahl ebenfalls im Ministerium ermordet wurde. Marek überbringt Frau Radler die schlimme Nachricht, da diese noch immer bei ihm im Büro ist. Marek und Wirz suchen daraufhin den Tatort auf. Das Gift hat sehr schnell gewirkt, Radler ist direkt vom Schreibtisch auf den Boden gefallen. Vom Sektionschef Ehmann erfährt Marek, dass Radler der Nachfolger von Grahl geworden wäre, nunmehr wird Ministerialrat Wiesiewicz nachrücken, also gleich um zwei Stufen. Ehmann merkt an, dass Wiesiewicz wohl unter normalen Umständen keine Chance gehabt hätte, so hoch aufzurücken. Frau Wiesiewicz kommt zu den beiden ins Zimmer und sucht ihren Mann, der nicht in seinem Büro ist. Ehmann berichtet weiter, dass Radler und Wiesiewicz heute bei ihnen gewesen ist. Ihm ist nichts Ungewöhnliches aufgefallen. Er hatte beiden Cognac angeboten, Radler hat angenommen, Wiesiewicz hat abgelehnt. Radler hat gerne mal Alkohol getrunken, Marek merkt an, dass dies der Mörder wohl gewusst haben muss. Durch eine von Wirz aus der Zeitung vorgelesene Kritik eines Fernsehspiels, in dem ein Beamter zum Mörder wurde, um befördert zu werden, kommt Marek darauf, dass Wiesiewicz verdächtig sein könnte.
Marek und Wirz befragen die Sekretärin Mantler, woher sie das Geld für das Tanken am Vortag hatte. Wirz konfrontiert sie damit, dass der Schein aus der Schublade von Grahl stammt. Sie bestreitet das, und sagt, Grahl habe ihr 2.000 Schilling geliehen habe, da sie in Verlegenheit gewesen sei. Wirz und Marek konfrontieren sie damit, dass ihr Untermieter ein polizeibekannter Heiratsschwindler ist und unterstellen ihr, dass sie von ihm ausgenommen werde und daher Geld gebraucht hätte, was ein gutes Motiv für den Mord sei. Wiesiewicz kommt hinzu und fragt, ob seine Frau hier gewesen sei. Marek bejaht, daraufhin wirft Frau Mantler ein, dass seine Frau doch schon um drei Uhr zu ihm gekommen sei. Er war jedoch nicht in seinem Büro. Frau Wiesiewicz kommt hinzu und ihr Mann fragt sie, ob sie tatsächlich schon um drei Uhr im Ministerium war, was diese bestreitet. Sie behauptet, ihren Mann gesucht zu haben, u. a. in der Bibliothek, doch dort war er tatsächlich die ganze Zeit. Da die Eheleute sich somit massiv widersprechen, befragen Marek und Wirz die beiden eingehender. Wiesiewicz war die Stunden vor dessen Tod mit Radler zusammen.
Radler hat beiden einen Cognac eingeschenkt, Wiesiewicz hat seinen aber nicht getrunken. Frau Mantler hat die Gläser und die Cognac-Flasche gebracht. In der Flasche hatte sich aber kein Gift befunden, wie die Untersuchung ergab. Radler muss das Gift also ins Glas verabreicht worden sein. Wiesiewicz bestreitet, Radler vergiftet zu haben. Bevor Radler seinen Cognac getrunken habe, seien die beiden zum Sektionschef Ehmann gegangen. Beide Gläser blieben zunächst gefüllt stehen. Eines der Gläser wurde aber auf den Schreibtisch geschüttet und mit einem Taschentuch von Radler aufgewischt. Wiesiewicz gibt zu, sein Glas nach der Rückkehr von Sektionschef Ehmann aus Versehen umgeschüttet. Radler hat seinen Cognac daraufhin alleine getrunken, da er durch den Cognac bei Sektionschef Ehmann auf den Geschmack gekommen sei. Dann musste Wiesiewicz mit ansehen, wie Sektionsrat Radler qualvoll gestorben sei. Das Glas, das er umgestoßen habe, sei allerdings sein eigenes gewesen und Radler hätte seinen Cognac getrunken. Wirz fragt Wiesiewicz, wie lange man denn Ministerialrat bliebe. Das sei unterschiedlich. Wiesiewicz gibt zu, ehrgeizig zu sein. Marek befragt Frau Wiesiewicz nach dem Gift, das sie für ihren Garten gekauft habe. Die Haushälterin hatte der Polizei das Glas gezeigt, dieses sei aber leer gewesen, Frau Wiesiewicz hat dafür keine Erklärung. Wirz konfrontiert Wiesiewicz damit, dass dieser Gift in sein eigenes Glas getan habe, und dann Radlers Glas umwarf, damit dieser seinen Cognac trinke. Marek präsentiert das Gift, das aus dem Hause Wiesiewicz verschwunden sei. Es fehle gerade die Menge, die erforderlich war, um Radler zu töten. Frau Wiesiewicz gibt zu, dass das ihr Gift sei. Sie fängt an zu weinen, weil sie ihrem Mann nicht helfen könne. Daraufhin gesteht Herr Wiesiewicz beide Morde. Motiv sei Ehrgeiz gewesen und dass seine Frau ihn immer für einen Schwächling gehalten habe. Herr Wiesiewicz wird festgenommen.
Am nächsten Morgen bekommen Marek und sein Team einen Anruf. Herr Wiesiewicz hat sich in der Haft erhängt. Marek sucht Frau Wiesiewicz auf, um ihr die Todesnachricht zu überbringen. Marek konfrontiert sie damit, dass er sie für die Täterin hält, ihr Mann habe die Taten nur aus Liebe zu ihr gestanden, als er gemerkt habe, dass sie die Täterin sei. Marek erklärt, dass es in seinen Augen Mord gewesen sei, weil sie gewusst habe, dass er sich nach seinem falschen Geständnis umbringen würde. Marek hatte die Hausmeisterin in der Straße, in der Grahl gewohnt hatte, befragt. Daraufhin gesteht Frau Wiesiewicz, dass sie die Geliebte von Grahl gewesen sei, allerdings sei das über ein Jahr her. Marek bemerkt, was schon ein Jahr für eine gekränkte Frau sei. Sie gibt zu, gekränkt gewesen zu sein. Sie war jahrelang seine Sekretärin, ohne dass er sie beachtet hätte. Dann hätte er sich plötzlich auf einem Empfang an sie herangemacht. Sie sei ihm verfallen, dann sei sie ihm plötzlich lästig geworden. Sein sexuelles Interesse an ihr resultiere nur daraus, dass er betrunken gewettet hätte, dass er diese „brave Haus- und Ehefrau“ rumkriegen würde. Die Wette hätte ausgerechnet mit ihrem Mann, Herrn Wiesiewicz, abgeschlossen. Er hätte seine Wettschuld bezahlt, und anstatt sie hinauszuwerfen, sei er demütig ihr gegenüber gewesen. Das sei noch widerlicher gewesen für sie als das Verhalten von Grahl. Marek konfrontiert sie damit, dass sie zunächst Grahl umgebracht hat, und dann Radler umbringen wollte, damit ihr Mann als Mörder verhaftet wird und sich in der Haft umbringt. Als sie dann die beiden Gläser auf dem Schreibtisch gesehen hätte, hätte sie sich spontan entschlossen, ihren Mann, der sonst keinen Alkohol trinke, direkt zu töten. Durch den Zufall mit dem umgekippten Glas habe sich dann ihr ursprünglicher Plan verwirklicht. Daraufhin habe sie alles getan, um sich verdächtig zu machen, damit ihr Mann die Taten auf sich nimmt und Selbstmord begeht. Sie weist das Ganze als lächerlich zurück. Da er ihr nichts nachweisen kann, lässt er sie mit dem Wissen zurück, dass er sie durchschaut hat. Nachdem Marek gegangen ist, bricht Frau Wiesiewicz in Tränen aus und schreibt ein Geständnis.